# Cantó de Neufchâteau
El cantó de Neufchâteau és un cantó francès del departament dels Vosges, situat al districte de Neufchâteau. Té 25 municipis i el cap és Neufchâteau.

## Municipis
- Neufchâteau
- Liffol-le-Grand
- Bazoilles-sur-Meuse
- Grand
- Rollainville
- Landaville
- Rebeuville
- Mont-lès-Neufchâteau
- Certilleux
- Attignéville
- Circourt-sur-Mouzon
- Pompierre
- Pargny-sous-Mureau
- Fréville
- Trampot
- Harchéchamp
- Sartes
- Villouxel
- Jainvillotte
- Barville
- Beaufremont
- Tilleux
- Brechainville
- Houéville
- Lemmecourt

## Història
| Data d'elecció                           | Identitat           | Partit          | Qualitat |
| ---------------------------------------- | ------------------- | --------------- | -------- |
| 1945-1958                                | Paul-Louis Clément  | radical         |          |
| 1958-1963                                | Gabriel Bodenreider | Divers droite   |          |
| 1963-1979                                | Albert Voilquin     | RI, després UDF |          |
| 1979-2004                                | Alain Jacquot       | RPR             |          |
| 2004-2011                                | Jacques Drapier     | PS              |          |
| 2011-                                    | Simon Leclerc       | UMP             |          |
| les dades anteriors no són pas conegudes |                     |                 |          |
|                                          |                     |                 |          |

## Demografia
| A partir de 1990: Població sense dobles comptes |